# Liza van Sambeek
Liza van Sambeek is een Nederlands schrijversduo bestaande uit de twee schrijfsters Ciel Heintz en Liesbeth van Erp.
Boeken die ze gezamenlijk gemaakt hebben zijn:
- Zadelpijn en ander damesleed (2003)
- Het verwende nest (2004)
- Zadelpijn, de reisgids (2005)
- Groeipijntjes en ander kinderleed (2005)
- Koninginnenrit (2008)
- Bloed, zaad en tranen (2010)
- Pensionado's (2013)